# タレーラン＝ペリゴール家
タレーラン＝ペリゴール家（仏: Maison de Talleyrand-Périgord）は、フランスの貴族の家系である。特に著名な人物にフランス革命期の外交官・政治家シャルル＝モーリス・ド・タレーラン＝ペリゴール（1754年 - 1838年）がいる。2003年にヴィオレット・ド・タレーラン＝ペリゴールが亡くなったことで断絶した。

## 起源
タレーラン＝ペリゴール家はペリゴール領主の分家であり、家名は領地に由来する。ラ・マルシュ伯ボソ1世まで遡ることができる。タレーラン＝ペリゴールを最初に名乗ったのは、1100年代のエリー・ド・タレーランである。
タレーラン＝ペリゴール家の家訓は "Re que Diou"（「ただ神のみ」）であった。彼らの祖先はフランス王国の貴族であり、ユーグ・カペーをフランス王として推挙した。ユーグがボソに"Mais qui donc t'as fait comte？" (「それにしても、誰があなたに私を推挙させたのか？」）と問うたところ、ボソは "Ceux là même qui t'ont fait Roi." (「あなたを王とした者たちです」）と答えたという逸話がある。それゆえ、ペリゴール家は自らを王と等しいものと考えていた。

## 著名な人物
- エリー・ド・タレーラン＝ペリゴール (枢機卿)（英語版）（1301年 – 1364年）：オセール司教、枢機卿
- アンリ・ド・タレーラン＝ペリゴール（英語版）（1599年 - 1626年）：シャレー伯
- アレクサンドル・アンジェリーク・ド・タレーラン＝ペリゴール（英語版）（1736年 - 1821年）：パリ大司教、枢機卿
- シャルル＝モーリス・ド・タレーラン＝ペリゴール（1754年 - 1838年）：ベネヴェント公子、のちタレーラン公子
- エリー・ド・タレーラン＝ペリゴール (サガン公爵)（英語版）（1859年 - 1937年）：ザーガン公子、のちザーガン公爵

## 系図
「我が家系は、3代にわたって母から息子に受け継がれている。我は王の曾孫にして司教の孫、女王の息子にして皇帝の兄弟である。」 - シャルル・ド・モルニー
```
 
シャルル＝モーリス・ド・タレーラン＝ペリゴール
 (1754–1838)、司教・外交官・政治家・
ベネヴェント
公子
  x アデライード・ド・フラオ (父はフラオ伯ではなく、
ルイ15世
であるとも言われる)
  │
  ├──> 
シャルル・ド・フラオ
（
英語版
）
 (1785–1870) 非嫡出子、フラオ伯・政治家
  │    x アンナ・ポトツカ (Anna Potocka)
  │    │
  │    ├──> ? (非嫡出子、
ポニャトフスキ家
も参照)
  │    │
  │    x 
オルタンス・ド・ボアルネ
 (1783–1837)
  │    │
  │    └──> 
シャルル・ド・モルニー
 (1811–1865) 非嫡出子、政治家
  │         x ロドジア・ゼレウスカ (Lodzia Zelewska)
  │         │
  │         ├──> 
ジョルジュ・フェドー
 (Georges Feydeau、1862–1921) 非嫡出子(父親に異説あり)、劇作家
  │         │
  │         x ファニー・モーゼルマン (Fanny Mosselman)
  │         │
  │         └──> ルイーズ・ル・オン (Louise Le Hon) 非嫡出子、
ポニャトフスキ家
も参照
  │
  x シャルル・ドラクロワの妻
  │
  ├──> 
ウジェーヌ・ドラクロワ
 (1798–1863) 非嫡出子(父親に異説あり)、画家
  │
  x 
ドロテア・フォン・ビロン
 (1793–1862)、ディーノ公爵夫人、ザーガン公爵夫人
  │
  └──> ジョセフィーヌ・
ポーリーヌ
 (Joséphine 
Pauline
, 1820–1890) 非嫡出子(父親に異説あり)
       x (1839) アンリ・ド・カステラーヌ (Henri de Castellane. 1814–1847)
```

## 第一分家
```
 
オーギュスタン・マリー・エリ・
シャルル
 (
Augustin Marie Elie 
Charles
 1788- )、ペリゴール公爵
 x (1807) マリー・ド・ショワズール＝プララン (Marie de Choiseul-Praslin, 1789–1866)
 │
 ├──> 
エリ・
ロジェ
・ルイ
 (
Elie 
Roger
 Louis
, 1809)、カレー公子
 │    x エロディー・ド・ボーヴィリエ・ド・サン＝テニャン (Elodie de Beauvilliers de Saint-Aignan, -1835)
 │
 └──> 
ポール
・アダルベール・ルネ
 (
Paul
 Adalbert René
, 1811生)、ペリゴール伯
      x アミシー・ルソー・ド・サン＝テニャン (Amicie Rousseau de Saint-Aignan,  -1854)
      │
      └──> Cécile 
Marie
 (08.01.1854-11.12.1890 à Pau)
           x 10.05.1873 Gaston marquis de Brassac, prince de Béarn
           (source dates: page de garde du Formulaire de Prières de la princesse Cécile)
           │
           └──> Blanche (source: idem)
                Henri prince de Béarn et autres: voir                 
https://web.archive.org/web/20080111075617/http://web.genealogie.free.fr/Les_dynasties/Les_dynasties_celebres/France/Dynastie_de_Galard_de_Bearn.htm
```

## 第二分家
```
 
アレクサンドル・
エドモン
 (
Alexandre 
Edmond
, 1787–1872)、第2代タレーラン公爵
 x (1809) 
ドロテア・フォン・ビロン
 (1793–1862)、ディーノ公爵夫人、ザーガン公爵夫人
 │
 ├──> 
ナポレオン・
ルイ
 (
Napoléon 
Louis
, 1811–1898)、第3代タレーラン公爵
 │    x (1829) アンヌ・ルイーズ・アリックス・ド・モンモランシー (Anne Louise Alix de Montmorency, 1810–1858)
 │    │ │
 │    │ ├──> カロリーヌ・
ヴァランティーヌ
 (Caroline 
Valentine
, 1830–1913)
 │    │ │    x (1852) シャルル・アンリ・デトシュゴワイヤン子爵 (Vicomte Charles Henri d'Etchegoyen, 1818–1885)
 │    │ │
 │    │ ├──> 
シャルル・ギョーム・フレデリク・
ボソン
 (
Charles Guillaume Frédéric 
Boson
, 1832–1910), ザーガン公爵、第4代タレーラン公爵
 │    │ │    x (1858) アンヌ・アレクサンドリーヌ・
ジャンヌ
・マルグリット・セイエール (Anne Alexandrine 
Jeanne
 Marguerite Seillière, 1839–1905)
 │    │ │    │
 │    │ │    ├──> 
マリー・ピエール・カミーユ・ルイ・
エリー
 (
Marie Pierre Camille Louis 
Hély
, 1859–1937)、ザーガン公子、ザーガン公爵
 │    │ │    │    x (1908) アンナ・グールド (Anna Gould, 1875–1961)
 │    │ │    │    │
 │    │ │    │    ├──> ハワード (
Howard
, 1909–1929)、サガン公爵
 │    │ │    │    │
 │    │ │    │    └──> エレン・ヴィオレット (Helen Violette, 1915–2003)
 │    │ │    │         x (1937) ジャム・ド・プルタレス伯爵 (1911- )
 │    │ │    │         │  
断絶

 │    │ │    │         │
 │    │ │    │         x ガストン・パーレフスキ (Gaston Palewski, 1901–1984)
 │    │ │    │
 │    │ │    └──> 
Paul Louis Marie Archambault 
Boson
 (1867–1952), duc de Valençay
 │    │ │         x (1) Helen Stuyvesant Morton (1876- )
 │    │ │         x (2) Silvia Victoria Rodriguez de Rivas de Castilleja de Guzman (1909- )
 │    │ │         x (3) Antoinette Marie Joséphine Morel (1909- )
 │    │ │        
 │    │ ├──> マリー・ポーリーヌ・ヨランド (Marie Pauline Yolande, 1833- )
 │    │ │
 │    │ └──> 
ニコラ・ラウール・
アダルベール
 (
Nicolas Raoul 
Adalbert
, 1837–1915)、モンモランシー公爵 (1864)
 │    │      x (1866) イダ・マリー・
カルメン
・アグアド・イ・マクドネル (Ida Marie 
Carmen
 Aguado y Mac Donnel, 1847–1880)
 │    │      │
 │    │      └──> 
ナポレオン・
ルイ
・ウジェーヌ・アレクサンドル・アンヌ・エマニュエル
 (
Napoléon 
Louis
 Eugène Alexandre Anne Emmanuel
, 1867–1951)
 │    │           x (1) アンヌ・ド・ロアン＝シャボー (Anne de Rohan-Chabot,　1873–1903)
 │    │           x (2) セシリア・ウルマン (Cecilia Ulman, 1863–1927)
 │    │           x (3) ガブリエル・イダ・ルフェーブル (Gabrielle Ida Lefaivre, 1896- )
 │    │
 │    x (1861) Rachel Elisabeth 
Pauline
 de Castellane (1823–1895) (see House of Castellane)
 │      │
 │      └──> Marie 
Dorothée
 Louise Valençay (1862–1948)
 │           x (1) (1881) Prince de Furstenberg
 │           │
 │           x (2) (1898) Jean de Castellane (1868–1965) (see House of Castellane)
 │
 ├──> 
アレクサンドル・エドモン
 (
Alexandre Edmond
, 1813–1894)、第3代ディーノ公爵 (1838)、タレーラン公爵
 │    x (1839) マリー・
ヴァランティーヌ
・ジョセフィーヌ・ド・サンタルデゴンド (Marie 
Valentine
 Joséphine de Sainte-Aldegonde, 1820–1891)
 │    │
 │    ├──> 
クレマンティーヌ
・マリー・ヴィレルミーヌ (
Clémentine
 Marie Wilhelmine, 1841–1881)
 │    │    x (1860) アレクサンドル・オルロフスキ伯爵 (1816–1893)
 │    │       
断絶
    
 │    │
 │    ├──> 
シャルル・
モーリス
・カミーユ
 (
Charles 
Maurice
 Camille
, 1843–1917)、第4代ディーノ公爵、第2代タレーラン公爵
 │    │    x (1) (1867) エリザベート・ベア＝クルティス (Elizabeth Beers-Curtis, 1847-1933)
 │    │       │
 │    │       └──> ポーリーヌ・マリー・
パルマ
 (Pauline Marie 
Palma
, 1871–1952)
 │    │            x (1890) マリオ・ルスポーリ (Mario Ruspoli, 1867–1963) 第2代ポッジョ・スアーザ公子
 │    │              
断絶

 │    │
 │    ├──> Elisabeth Alexandrine Florence (1844–1880)
 │    │    x (1863) Comte Hans d'Oppersdorff (1832–1877)
 │    │      
断絶

 │    │
 │    └──> 
Archambaud
 Anatole Paul
 (1845–1918)、第3代タレーラン侯爵
 │         x (1876) Marie de Gontaut-Biron (1847- )
 │         │
 │         ├──> アンヌ＝エレーヌ (Anne-Hélène, 1877–1945)
 │         │    x (1907) エドゥアルド・ドレフュス・イ・ゴンザレス (Édouard Dreyfus y Gonzalez, 1876–1941)、プレミオ・レアル伯、のちプレミオ・レアル公
 │         │      
断絶

 │         │
 │         ├──> Félicie (1878–1981)
 │         │    x (1907) ルイ・ドレフュス・イ・ゴンザレス (Louis Dreyfus y Gonzalez, 1874–1965)、ビヤエルモサ侯爵
 │         │      
断絶

 │         │
 │         ├──> 
エリー
 (
Hély
, 1882 – 20 Mar 1968)、第4代タレーラン侯爵、第7代タレーランおよびディノ公爵、第6代サガン公爵(1952)
 │         │    x (1938) レラ・エメリー (Lela Emery, 1902-1962)
```

2011年にヘンリー・ファミリーに拡張タイトル。 Morny公のタイトルに追加されました。 Talleyrandの第7公爵は アルノーヘンリーサラスーペレズです。
```
 │         │    
 │         └──> 
アレクサンドル
 (
Alexandre
, 1883–1925)、タレーラン伯
 │              x (1914) アンネ・マリー・レーア (Anne-Marie Röhr)
 │                
断絶

 │
 └──> ジョセフィーヌ・
ポーリーヌ
 (Joséphine 
Pauline
, 1820–1890) 非嫡出子(父親に異説あり)
      x (1839) アンリ・ド・カステラーヌ (Henri de Castellane, 1814–1847)
```

## 第三分家
```
 │ 
 ├──>   
オーギュスト
 (
Auguste
,  -1832)、タレーラン＝ペリゴール伯, peer of France
 │      x カロリーヌ・ダルジー (Caroline d'Argy,  -1847)
 │      │ 
 │      ├──> 
ルイ・
マリー
 (
Louis
 Marie
, 1810生)、タレーラン＝ペリゴール伯
 │      │    x (1839) ステファニー・ド・ポメロー (Stéphanie de Pomereu, 1819–1855)
 │      │    │
 │      │    x (1868) マリー・テレーズ・ド・ブロッサン (Marie-Thérèse de Brossin, 1838- )
 │      │
 │      └──> Ernest (1807–1871)
 │           x マリー・ルイーズ・ルペルティエ・ド・モルフォンテーヌ (Marie Louise Lepelletier de Morfontaine, 1811- )
 │           │
 │           └──> マリー・ルイーズ・
マルグリット
 (Marie Louise 
Marguerite
, 1832- )
 │                x (1851) リーニュ公子アンリ (Prince Henri de Ligne)
 │
 │ 
 └──>   
アレクサンドル・ダニエル
 (
Alexandre Daniel
, 1776–1839)、タレーラン＝ペリゴール男爵, peer of France (1838)
        x シャルロット・エリザベート・アリックス・サラ (Charlotte Elisabeth Alix Sara) (シャルル・モーリス・ド・タレーラン＝ペリゴールの非嫡出子)
        │ 
        ├──> 
シャルル・
アンジェリーク'
 (
Charles 
Angélique'
, 1821–1896)、タレーラン＝ペリゴール男爵、貴族院議員
        │    x (1862) ベラ・ベナルダキー (Véra Bernardaky)
        │    │ 
        │    ├──> マリー・
マルグリット
 (Marie 
Marguerite
, 1863- )
        │    │
        │    └──> ? (1867- )
        │
        ├──> マリー＝テレーズ (Marie-Thérèse, 1824- )
        │    x (1842) ハガーストン・ホールのジャン・スタンレー (Jean Stanley of Huggerston-Hall)
        │
        └──> 
ルイ・アレクシス・アダルベール
 (
Louis Alexis Adalbert
, 1826–1873)
             x (1868) マルグリット・イヴラン・ド・ベヴィル (Marguerite Yvelin de Béville, 1840- )
             │ 
             ├──> シャルロット・ルイーズ・
マリー＝テレーズ
 (Charlotte Louise 
Marie-Thèrèse
, 1869- )
             │
             └──> 
シャルロット
・ルイーズ・マリー・アダルベルト　(
Charlotte
 Louise Marie Adalberte, 1873- )
```